# Vadugapatti
Vadugapatti là một thị xã panchayat của quận Erode thuộc bang Tamil Nadu, Ấn Độ.

## Nhân khẩu
Theo điều tra dân số năm 2001 của Ấn Độ, Vadugapatti có dân số 10.919 người. Phái nam chiếm 50% tổng số dân và phái nữ chiếm 50%. Vadugapatti có tỷ lệ 58% biết đọc biết viết, thấp hơn tỷ lệ trung bình toàn quốc là 59,5%: tỷ lệ cho phái nam là 66%, và tỷ lệ cho phái nữ là 49%. Tại Vadugapatti, 8% dân số nhỏ hơn 6 tuổi.